# Михкельсон, Эне
Эне Михкельсон (эст. Ene Mihkelson; 21 октября 1944, Таммекйола, волость Имавере, уезд Вильяндимаа, Эстония — 20 сентября 2017) — эстонская поэтесса и писательница, литературный критик. Почётный гражданин Тарту. Лауреат Государственной премии Эстонии в области культуры (2015).

## Биография
После окончания филологического факультета университета Тарту, учительствовала, работала в Эстонском литературном музее.

## Творчество
Дебютировала в 1967 году. Первый сборник стихов вышел в 1978 году.
Автор 13 сборников стихов, четырёх романов, ряда коротких рассказов, очерков и критических статей. Основные темы литературных произведений Эне Михкельсон — эстонская мифология, история родной страны и самоидентичность.

### Сборники стихов
- «Selle talve laused» (Зимние слова, 1978)
- «Ring ja nelinurk» (Круг и четырехугольник, 1979)
- «Algolekud» (1980)
- «Tuhased tiivad» (Крылья, покрытые пеплом, 1982)
- «Igiliikuja» (1985)
- «Tulek on su saatus» (Приходить — это твоя судьба, 1987)
- «Elujoonis» (Рисунок жизни, 1989)
- «Võimalus õunast loobuda» (Возможность отказаться от яблока, 1990)
- «Hüüdja hääl. Luuletusi 1988—1991» (Глас вопиющего. Стихи 1988-1991, 1993)
- «Pidevus neelab üht nuga» (1997)
- «Kaalud ei kõnele: valitud luuletusi 1967-97» (2000)
- «Uroboros», koostanud Kajar Pruul (2004)
- «Torn» (2010)
- Лягушки в высокой траве (стихи, 2016)

### Проза
- «Matsi põhi» (Мужицкая основа, романы, 1983)
- «Korter» (Квартира, роман, 1985)
- «Объяснения к литературе» (1986)
- «Nime vaev» (1994)
- «Surma sünnipäev. Novelle ja laaste» (Рассказы, 1996)
- «Ahasveeruse uni» (2001)
- «Katkuhaud» (Могила чумы, 2007)

## Награды и премии
- 2002 — Орден Белой звезды IV класса

Лауреат многих литературных премий Эстонии:
- 2006 — Премия Гердера
- 2010 — Премия Балтийской Ассамблеи в области литературы[3]
- 2015 — государственная премия Эстонии за дело всей жизни в области культуры (за выдающуюся продолжительную творческую деятельность, размер премии составляет 64 000 евро)[4]